# محاصره خیابان سیدنی (فیلم)
محاصره خیابان سیدنی (انگلیسی: The Siege of Sidney Street) یک فیلم درام تاریخی بریتانیایی است که در سال ۱۹۶۰ منتشر شد. این فیلم دربارهٔ اتفاقات و ماجراهای پیکار خشونت‌آمیز تاتنهام و محاصره خیابان سیدنی است.

## بازیگران
- دونالد سیندن
- نیکول برگر
- پیتر وینگارد
- جورج پاستل
- تی. پی. مک‌کنا
- کیرون مور
- جیمی سانگستر در نقش وینستون چرچیل